# 久留米信愛短期大学
久留米信愛短期大学（くるめしんあいたんきだいがく、英語: Kurume Shin-ai College）は、福岡県久留米市にあった私立短期大学である。1968年に設置され、2023年に廃止された。短大の略称は全国的には久留米信愛、地元では信愛短大と呼ばれることもある。

## 概観

### 大学全体
- 福岡県久留米市に所在した私立短期大学で、設置主体は学校法人久留米信愛学院[1]。
- 1968年に学科数１，入学総定員100名体制で開学[2]。その後は、学科の増設により最大で3学科体制となる。
- 2021年度の入学生を最後に[注釈 2]、短期大学としての使命を終える。

### 建学の精神（校訓・理念・学是）
- 久留米信愛短期大学における建学の精神は、「キリストの教えに基づいた真の価値観をもつ人間を育成すること」となっている。
- 上記に基づいて以下の教育理念がある
  - キリストの教えに根ざした教育
  - 一人一人を大切にする教育
  - 能力の開発を目指す教育
  - 自立性を確立する教育
  - 社会に真に貢献できる人間教育

### 教育および研究
- 久留米信愛短期大学は、カトリック精神に基づいた教育が母体となっていることから、「キリスト教概論」や「信愛教育」といった宗教関連科目が必須となっている。

### 学風および特色
- 久留米信愛短期大学は、カトリック系の短大であることから「聖母祭」や「練成会」、「み言葉の祭儀」といった宗教的儀式が盛んに行なわれている。かつては制服の着用が義務付けられていたが、2008年度より私服化された。

## 沿革
- 1968年
  - 2月3日 左記を以て文部省[注 2]より短期大学の設置が認可される[6]。
  - 4月1日 久留米信愛女学院短期大学が以下の学科体制にて開学する[6]。
    - 食物栄養科 入学定員100名[7]

  - 5月1日 学生数[8]/定員
    - 食物栄養科 90[注釈 3]/100
- 1969年
  - 4月1日 食物栄養科を以下の通り専攻分離する[9]。
    - 食物専攻 入学定員50名
    - 食物栄養専攻入学定員50名
- 1981年
  - 4月1日 以下の学科を増設する[10]
    - 幼児教育学科 入学定員100名[11]

  - 5月1日 学生数[12]/定員
    - 食物栄養科 196[注釈 3]/200
    - 幼児教育学科 94[注釈 3]/100
- 1988年
  - 4月1日 食物栄養科を生活学科に変更。これに伴い、食物専攻を生活文化専攻に変更する[13]。
  - 5月1日 学生数[14]/定員
    - 生活学科 133[注釈 3]/200
    - 幼児教育学科 244[注釈 3]/200
- 1992年
  - 5月1日 学生数[注 3]/定員
    - 生活学科 293[注釈 3]/M
    - 幼児教育学科 247[注釈 3]/M
- 1994年
  - 4月1日 学科名を以下の通り変更する[17]。
    - 生活学科
      - 生活文化専攻→生活文化学科
      - 食物栄養専攻→食物栄養学科

  - 5月1日 学生数[18]/定員
    - 幼児教育学科 246[注釈 3]/200
    - 生活文化学科 60[注釈 3]/50
      - 生活学科 119[注釈 3]/100

    - 食物栄養学科 55[注釈 3]/50
- 1995年
  - 12月5日 左記をもって旧来の生活学科を廃止する[19]
- 1999年
  - 5月1日 学生数[20]/定員
    - 幼児教育学科 253[注釈 3]/200
    - 生活文化学科 105[注釈 3]/100
    - 食物栄養学科 105[注釈 3]/100
- 2001年
  - 4月1日 生活文化学科の学生募集を最終とする[注 4]。
- 2002年
  - 4月1日 以下の学科を置く[21]。
    - 情報社会学科 入学定員50名
- 2004年
  - 特色ある大学教育支援プログラムに採択される。
- 2007年
  - 4月1日 情報社会学科をビジネスキャリア学科に改称[22]。
- 2008年
  - 4月1日 学科の定員変更を以下の通り行う[23]
    - 幼児教育学科 100→120
    - ビジネスキャリア学科 50→30
- 2010年
  - 4月1日 健康栄養学科をフードデザイン学科に改称し、かつ入学定員を50→40に減員[24]。
  - 同 学科の入学定員を以下の通り変更する[24]。
    - 幼児教育学科 120→100
    - ビジネスキャリア学科 30→40
- 2014年
  - 1月 平成26年度大学入試センター試験参加短期大学の1校となる[25]。
- 2015年
  - 1月 平成27年度大学入試センター試験参加短期大学の1校となる[26]。
  - 4月1日 ビジネスキャリア学科の学生募集を最終とする[注 5]。
- 2016年
  - 1月 平成28年度大学入試センター試験参加短期大学の1校となる[28]。
- 2017年
  - 3月31日 ビジネスキャリア学科を廃止する[29]。
- 2018年 久留米信愛短期大学と改称。共学化する[30]。
  - 4月1日
- 2019年
  - 4月1日 フードデザイン学科の入学定員を40→35に減員[31]。
- 2021年
  - 4月1日 この年度で学生募集を最終とする[注釈 2]。
- 2023年
  - 3月 短期大学としての使命を終える。

## 基礎データ

### 所在地
- 福岡県久留米市御井町2278-1[注釈 1]

### 象徴
- カレッジマークとして、中央部分にハートマークがありその上部にはカトリックを意味する十字架が描かれている[32]。

## 教育および研究

### 組織

#### 学科
- フードデザイン学科 入学定員35名[注釈 4]
- 幼児教育学科 入学定員100名[注釈 4]

##### 過去にあった学科
- 生活文化学科[注 6]
- ビジネスキャリア学科[注 7]

#### 取得資格について
資格
- 栄養士：フードデザイン学科にて取得できる。大半の学生はこの資格を得て卒業している。
- 保育士：幼児教育学科にて取得できる。大半の学生はこの資格を得て卒業している。

教職課程
- 幼稚園教諭二種免許状：幼児教育学科
- かつて、中学校教諭二種免許状の課程も設置されていた。
  - 家庭：過去にあった生活文化学科にて設置されていた[注 8]。
  - 保健：食物栄養学科の前身である食物栄養科食物栄養専攻にて設置されていた[注 9]。。

#### 附属機関
- 学内に図書館がある。
- 「おもちゃライブラリー」が学内にある。

### 教育
- 特色ある大学教育支援プログラム
  - 「ボランティア」プログラム
  - 「公開講座」プログラム
  - 「子育て支援」プログラム
  - 「学内施設・学外施設の開放」プログラム
  - 「地域課題に関する研究開発」プログラム
  - 「ノーマライゼーション推進」プログラム
  - 「地元メディアの連携」プログラム
  - 「街おこし」プログラム：学生ボランティアによる「ほとめき隊」や健康栄養学科の学生により「ラーメンピック」と題したイベントが催されている。
  - 「外部講師の招聘」プログラム
  - 「地場産業・企業との連携」プログラム

### 研究
- 『久留米信愛女学院短期大学研究紀要』[37]
- 『久留米信愛短期大学研究紀要』[38]ほか。

## 学生生活

### 部活動・クラブ活動・サークル活動
- 久留米信愛女学院短期大学のクラブ活動には、新体操・剣道などの体育系クラブや華道・茶道などの文化系クラブがあった。

### 学園祭
- 久留米信愛女学院短期大学の学園祭は「信愛祭」と呼ばれ、毎年概ね11月に行なわれている。過去には、生活文化学科の学生自らが製作したウェディングドレスでのファッションショーがあった。

## 施設

### キャンパス
- 交通アクセス：JR鹿児島本線久留米駅および西鉄天神大牟田線久留米駅より西鉄バス信愛女学院行きに乗車、終点下車。
敷地の目の前がバス営業所（西鉄バス久留米・本社）であり、市内・郊外各地からのバスが集積する。
- JR久大本線久留米大学前駅下車。

### 学生食堂
- 学内にある。学生寮と併用した建物内にあった。

### 寮
- 学内にある。学生食堂と併用した建物内にあった。

## その他
- 学内にチャペルがあった。

## 対外関係

### 地方自治体との協定
- 本短大が実施している「地域参画型短期大学教育」の「地域との連携プログラム」において福岡県や久留米市との連携がある。

### 他大学との協定
- アメリカにあるアビリーン・クリスチャン大学との提携を行なっている。

### 姉妹校
- 大阪信愛学院大学
- 大阪信愛学院短期大学
- 和歌山信愛短期大学
- 和歌山信愛大学
- 熊本信愛女学院中学校・高等学校

### 系列校
- 本短大の併設校
  - 久留米信愛中学校・高等学校
  - 久留米信愛幼稚園

## 社会との関わり
- 本短大が実施している「地域参画型短期大学教育」において久留米市との係りがある。

## 卒業後の進路について

### 編入学・進学実績
- これまでの実績では、久留米大学や長崎大学などがある。